# Domby Sámuel
Gálfalvai Domby Sámuel (Erdőbénye, 1729. – Miskolc, 1807. június 12.) orvos. A 18. század közepén elsőként tanulmányozta a gyermekágyi lázat, ezért Semmelweis Ignác elődjének tartják.

## Élete
Bényei, Zemplén megyei származású volt és az Utrechti Egyetemen tanult. Hazájába visszatérte után, 1758-ban gyakorló orvos lett Miskolcon. Mellette másik orvos is működött a városban, az akkor már idős Trangus Illés, aki az Arany Szarvas Gyógyszertárat alapította, és aki 1745 óta megyei főorvos is volt. Trangus doktor halála után, Pálffy János főispán javaslatára 1762-ben Domby Sámuel lett a megyei főorvos. Bére évi 203 rajnai forint volt, és kapott még évi 50 forint lakáspénzt is. Lakóháza könyvtárával együtt megsemmisült az 1781-es miskolci tűzvészben. Ekkor már nős volt, Janovits Anna volt a felesége, József nevű fiuk ekkor 5–6 éves lehetett. Később még született egy István nevű fiuk is. József tanító volt, aki Sárospatakon tanult, és a Szent Anna-templom környékén lakott. István földmérő mérnök lett, és a mai Horváth Lajos utcában lakott. Ő készítette el Miskolc 1817. évi térképét. Domby Sámuel tűzvész után újjáépített háza a mai Városház téren állt. Az avasi temetőben nyugszik.
Domby Sámuel széleskörű tudományos munkát végzett, nemzetközi szaktekintélynek számított, kapcsolatban volt a kor vezető orvosaival. Egy Utrechtben kiadott munkájában a tokaji bor gyógyító hatásáról írt. Az 1760-as években elvégezte a megye ásványvizeinek az elemzését. A bábaképzés, a gyermekgyógyászat és a gyermeknevelés első tudományos művelője volt a megyében, az 1780-es években a világon elsőként végzett himlőoltást. 
Szülőfalujában, az orvosi rendelő előtt mellszobrot állítottak tiszteletére, melyet 1998. szeptember 20-án avattak fel. Alkotója: Lavotha Géza szobrász.

## Munkái
- Dissertatio inauguralis physico-chemico-medica de vino Tokajensi. Trajecti ad Rh., 1758
- Relatio de mineralibus incl. comitatus Borsodiensis aquis facta ad excelsum consilium regium locumtenentiale anno 1763. Vindobonae, 1766
- Bába mesterség, mely irattatott kérdésekben és feleletekben foglaltatott a t. ns. Borsód vármegyei bábáknak hasznokra. Pozsony, 1772
- Orvosi tanítás a gyermekek nyavalyáiknak megesmerésekről és orvoslásokról, melyet svéciai nyelven irt rosensteini Rosen Miklós, most pedig magyar nyelvre fordított az 1781. göttingai 4. német kiadás szerint. Pest, 1794 és Pozsony, 1812
- Fontos kérdés, miképen kelljen a gyermekeket természet szerint úgy nevelni, hogy egészségesek, nagyok, erősek és hosszú életűek lehessenek? Melyre leghelyesebben megfelelt az időben franczia nyelven Balexserd genfi természetvizsgáló, most pedig a magyar nemzet hasznára német nyelvből ford. Pest, 1807
- De vino Tokaiensi / A tokaji borról, 1758; jegyz., tan. N. Kis Tímea, ford. Pető Gábor; L'Harmattan–Tokaj-Hegyalja Egyetem, Budapest–Sárospatak, 2022 (Europica varietas Tokajensis)

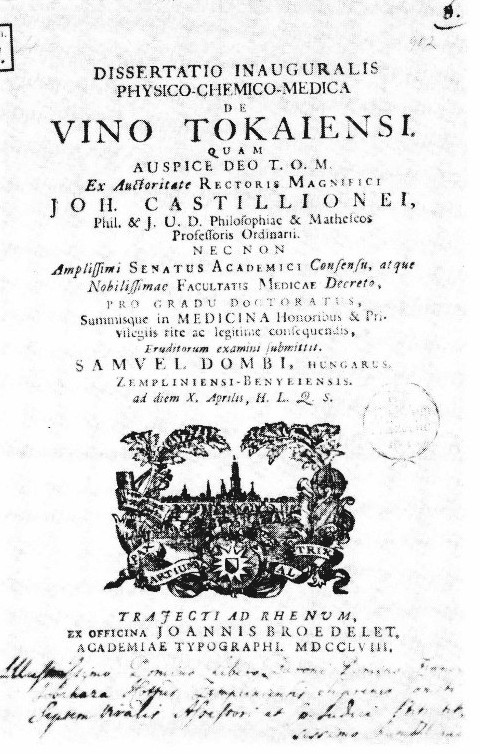
A Tokaji bor témájú disszertációjának címlapja
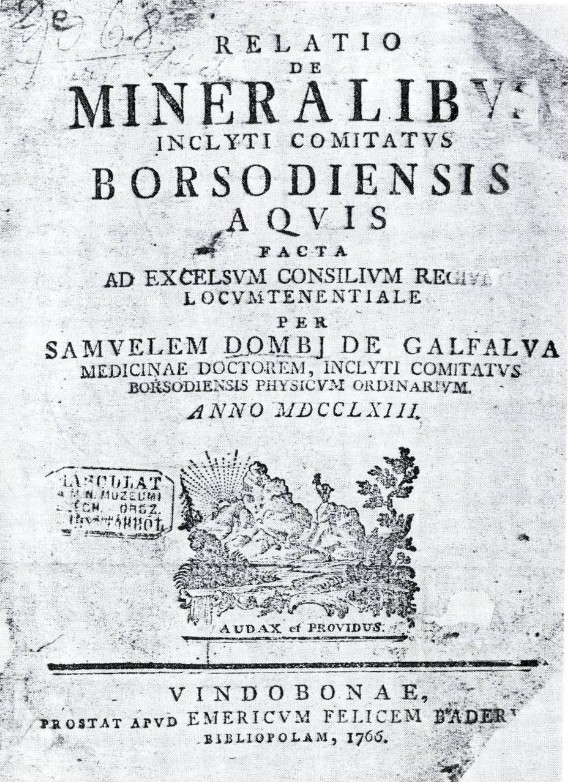
A borsodi ásványvizekről szóló művének címlapja
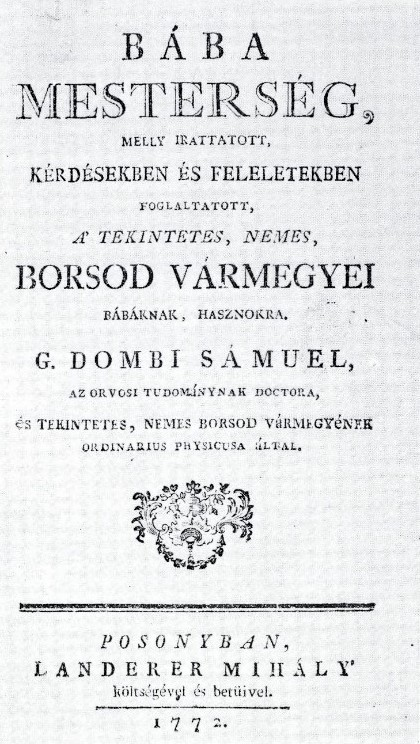
A bábáknak írt tankönyv címlapja